# The Secret Ways
The Secret Ways is een Amerikaanse avonturenfilm uit 1961 onder regie van Phil Karlson.

## Verhaal
De Amerikaanse geheime agent Michael Reynolds krijgt tijdens de Koude Oorlog de opdracht om professor Jancsi behouden naar het Westen te brengen. De professor is in Hongarije actief in een anticommunistische verzetsbeweging en hij riskeert er te worden geliquideerd door de geheime dienst. In Wenen maakt Reynolds kennis met diens dochter Julia, die hij kan overreden om met hem mee te reizen naar Boedapest.

## Rolverdeling
| Acteur                    | Personage               |
| ------------------------- | ----------------------- |
| Richard Widmark           | Michael Reynolds        |
| Sonja Ziemann             | Julia                   |
| Charles Regnier           | De Graaf                |
| Walter Rilla              | Jancsi                  |
| Senta Berger              | Elsa                    |
| Howard Vernon             | Kolonel Hidas           |
| Heinz Moog                | Minister Ferenc Sakenov |
| Hubert von Meyerinck      | Hermann Sheffler        |
| Oskar Wegrostek           | Bela Korver             |
| Stefan Schnabel           | Grenswachter            |
| Elisabeth Neumann-Viertel | Olga Kovac              |
| Helmut Janatsch           | János                   |
| John Horsley              | Jon Brainbridge         |
| Walter Wilz               | Peter Monar             |
| Raoul Retzer              | Miklos Terenyi          |